# Panruti
Panruti är en ort i Indien.   Den ligger i distriktet Cuddalore och delstaten Tamil Nadu, i den södra delen av landet, 1 900 km söder om huvudstaden New Delhi. Panruti ligger 27 meter över havet och antalet invånare är 56 586.
Terrängen runt Panruti är platt. Runt Panruti är det mycket tätbefolkat, med 1 056 invånare per kvadratkilometer. Närmaste större samhälle är Viluppuram, 19,3 km norr om Panruti. Trakten runt Panruti består till största delen av jordbruksmark.